# Semana Santa en Estepa
La Semana Santa en Estepa es uno de los más importantes acontecimientos que se produce cada año en la ciudad, desde el punto de vista religioso, celebrándose en la semana del primer plenilunio de la primavera. La Semana Santa de esta ciudad es una de las más importantes de toda la provincia de Sevilla. Está declarada de Interés Turístico Nacional de Andalucía. Como curiosidad es una de las principales de la provincia, en la que hay que destacar que la de Utrera es la primera de todos los pueblos de la provincia.
La semana abarca desde el Domingo de Ramos hasta el siguiente sábado que es el Sábado Santo, procesionando cada día imágenes representando la Pasión de Cristo sumando en su totalidad (la semana) hasta 9 hermandades distintas.
Son muchos los estepeños que acompañan a las imágenes vistiendo el hábito de nazareno portando cirios, cruces o antecediendo a los pasos como acólitos ceriferarios o turiferarios. Otros realizan la estación de penitencia portando sobre sus hombros las andas procesionales como costaleros.
La Semana Santa se vive durante todo el año en la ciudad y las Hermandades trabajan día a día en los tres pilares fundamentales que las definen: Formación, Culto y Caridad. La Estación de penitencia o salida procesional es el principal culto externo de las corporaciones pero las Hermandades cuentan con numerosos cultos internos a sus Titulares a lo largo del año (Novenas, Quinarios, Triduos, Besamanos, Pregones, Conferencias, Vía Crucis, etc.).
Existe un Consejo General de Hermandades y Cofradías, cuyos miembros son elegidos cada cuatro años por los Hermanos Mayores de las distintas Hermandades, que se encarga de la organización de la Semana Santa y de agilizar trámites y acuerdos con las instituciones oficiales y de todo lo relativo a la Carrera Oficial.
Algunos pasos llevan el acompañamiento musical de Bandas de Música, Agrupaciones Musicales o Capillas Musicales, aunque también existen hermandades que carecen de acompañamiento musical.

## Introducción
Los desfiles procesionales de la Semana Santa son la evolución durante siglos de las formas, modos y maneras de las cofradías y hermandades compuesta por diversos grupos de personas de distintas índoles laborales u otras características donde han influido múltiples factores tanto religiosos, artísticos, sociales e históricos.

Carrera Oficial de Estepa

Desde las primeras demostraciones piadosas populares realizadas a finales del siglo XV hasta las del siglo XXI existen muchos momentos claves donde diferentes intervenciones han marcado momentos importantes.

### La Carrera Oficial
Durante estos días, las cofradías salen de su sede, y pasan por la Carrera Oficial, que comienza en la esquina de la calle Cristo y sigue por la calle Mesones hasta la esquina con la calle Padre Alfonso, realizando así la "Estación de Penitencia" y retornando a sus templos de origen. Las 9 hermandades que forman la Semana Santa estepeña pasan por esta zona, siendo uno de los lugares más atractivos para el turismo, debido a los grandes movimientos que hacen los costaleros en este lugar.

## Vocabulario cofrade
En torno ha esta festividad se ha ido creando un vocabulario propio. Algunos ejemplos de estas palabras son: 

### Lachicotá
Es el trayecto que recorre un paso desde que se levanta (levantá), hasta que detiene la marcha (arriá).

### Cofradía
En este contexto de Semana Santa, una cofradía es una asociación de fieles católicos que se reúnen en torno a una advocación de Cristo, la Virgen o un santo, un momento de la pasión o una reliquia.

### Los nazarenos
Los nazarenos son los hermanos que acompañan a los pasos durante el transcurso de la "Estación de Penitencia" en algunas ciudades españolas, sobre todo en Andalucía. Cada Hermandad tiene establecido en sus reglas fundacionales las características de su vestuario, en cuanto a túnicas, zapatos, insignias y complementos; y cada hermano nazareno debe vestir de acuerdo a estas normas.

### Lospasos
El centro de toda la Semana Santa, formados por un conjunto o grupo de imágenes representando la Pasión, que portan los costaleros en cada cofradía.

### Lasaeta
La saeta es una oración en forma de cante flamenco que se lanza en alto a un Cristo o Virgen de la devoción de la persona anónima que se expresa con todo su sentimiento.
Suele realizarse desde cualquier rincón por donde esté pasando la cofradía en el momento más imprevisto, pero cuando más se cantan es a la hora de llegar a su parroquia donde se le rinde culto durante cualquier época del año, desde los balcones, los ventanales cercanos a la misma o a pie de suelo.

## Días de Pasión

### Domingo de Ramos
El Domingo de Ramos es el día del comienzo de la Semana Santa. La Iglesia recuerda en este día la entrada triunfal de Jesús en Jerusalén como "servidor" de la Palabra de Dios. Desde el siglo V se recuerda en Jerusalén la entrada de Jesús en la ciudad santa con una procesión. 
- Hermandad de "La Borriquita" (Estepa): Fue fundada por el entonces Párroco de San Sebastián Reverendo Don Manuel de Lassaletta Muñoz- Seca y Don Antonio Caballero García en el año 1954. Hace alusión la entrada de Jesús en Jerusalén subido a lomos de una "borriquita", de ahí el nombre. Esta hermandad es conocida por la cantidad de niños que van vestidos de nazarenos, llamada popularmente "Hermandad de los niños"[1]

### Lunes Santo
- Hermandad de "Las Angustias": Fundada en 1955 en la ermita de Santa Ana, en 1956 hace su primera Estación de Penitencia por las calles de Estepa. La parihuela consta de la virgen de las Angustias con Jesucristo bajado de la cruz.[2]

### Martes Santo
- Hermandad de "San Pedro": El origen de esta hermandad se remonta a mediados del siglo XVI, aunque oficialmente y como hermandad de Semana Santa, fue fundada en 1953, habiendo celebrado su 50 aniversario en el año 2003. Esta hermandad tiene su residencia canónica en la iglesia de la Asunción.[3]

- Hermandad de "Los Estudiantes": Esta hermandad fue fundada en 1957 por un grupo de alumnos de Estepa. Durante su recorrido por las calles estepeñas, van leyendo el viacrucis.

### Miércoles Santo
- Hermandad de "El Dulce Nombre": Esta hermandad es la más Antigua de Estepa, siendo fundada en el año 1590. El título completo es Antigua Hermandad y Cofradía Sacramental del Dulce Nombre de Jesús, Santísimo Cristo de la Humildad y Paciencia y Nuestra Señora de la Paz. Esta Hermandad con sus algo más de 800 hermanos, posee el patrimonio histórico más rico de Estepa en lo que a Hermandades se refiere, destacando sus libros antiguos en los cuales aparece el acta de fundación de la Hermandad el 1 de enero de 1590. También posee un patrimonio material en el que hay que destacar sus dos pasos procesionales, uno de ellos, el del Dulce Nombre de Jesús, está considerado como la Joya de Estepa, y el otro, el de Ntra. Sra. de la Paz, es una obra maestra en todo su conjunto.

- Hermandad del Calvario: Fundada en el año 1941, tiene su residencia canónica en el Convento de los Padres Franciscanos, aunque su salida procesional sea de la Iglesia del Carmen.

### Jueves Santo
En este día Jesús vivió la Última Cena, donde instituyó la Eucaristía y lavó los pies a sus seguidores discípulos para indicarnos a todos que debemos limpiar nuestro corazón. Tras traicionarlo Judas Iscariote, Jesús es arrestado, juzgado ante Poncio Pilato y condenado.
- Hermandad de Paz y Caridad. Título completo: Archicofradía Sacramental de Paz y Caridad, de la Pura y Limpia Concepción de María y Real Hermandad de Nazarenos del Santísimo Cristo Amarrado a la Columna y María Santísima de la Esperanza Coronada.(Estepa).Coloquialmente llamada "El Cristo". Hermandad fundada a finales del siglo XVII. Ambas imágenes cuentan con gran devoción. La Virgen de la Esperanza fue Coronada Canónicamente el 7 de septiembre del año 2002 por el entonces Arzobispo de Sevilla, hoy Cardenal, D. Carlos Amigo Vallejo.

### Viernes Santo
Por la tarde del Viernes Santo se lleva a cabo la celebración de la gloriosa Pasión de Jesús y su muerte victoriosa. Destaca como símbolo de salvación la Cruz del Señor. Jesús, está clavado en la cruz entre dos ladrones (Dimas y Gestas) después de muchos años esperándolo, por fin cumple su deseo de redimir a todos los hombres. Hoy es el día central de todos los misterios que la Iglesia celebra.
- Hermandad de "Jesús Nazareno": Es fundada en 1626 con el nombre de Cofradía de Nuestro Padre Jesús de Luces y a partir de 1801 toma su actual nombre. Consta de 2 imágenes repartidas en 2 pasos, el propio Jesús Nazareno y la Virgen de los Dolores. La imagen de Ntro Padre Jesús es obra maestra del escultor vallisoletano Luís Salvador Carmona, siendo la imagen con más devoción de la ciudad, por lo cual se le conoce como Señor de Estepa. La Virgen de los Dolores es obra del murciano Francisco Sánchez Araciel, de 1910.[4]

### Sábado Santo
Durante el Sábado Santo el Hombre es bajado de la Cruz, por mediación del noble senador José de Arimatea. Es llevado al sepulcro. El resto del día es de espera ante la Resurrección.
- Hermandad de "Santo Entierro: Hermandad fundada a finales del siglo XVII, es la hermandad oficial de la localidad. Consta de tres pasos: El Santísimo Cristo de la Buena Muerte, el Santo Cristo Yacente y Nuestra Señora de la Soledad

## Tradiciones
La Semana Santa sevillana tiene diversas tradiciones que suelen respetarse anualmente por sus seguidores y en muchos casos por los no seguidores, también.
Una de estas tradiciones consiste en estrenar durante el Domingo de Ramos una prenda de vestir.
En la mañana de Domingo de Ramos también es costumbre la visita de los templos, donde se exponen los pasos ya preparados para procesionar durante la semana.
Los días más importantes de la Semana Santa, el Jueves Santo y el Viernes Santo, suelen vestir traje oscuro los hombres, las mujeres llevan la mantilla negra, mostrando así luto por respeto a la expiración de Cristo.
En estas fechas también suelen cambiarse en algunos hogares sevillanos los hábitos alimenticios, comiendo espinacas con garbanzos, bacalao con tomate, torrijas, etc. que son propios de estas fechas.
Aunque Estepa es famosa por la creación de los mantecados, es costumbre en estas fechas y durante la Cuaresma la elaboración de otros dulces típicos del pueblo como suelen ser las magdalenas, los roscos trenzados, los ochíos, las cocochas o los roscos de vino.
También es tradicional y gracias a la naturaleza primaveral de la época, que los naranjos nos regalen sus flores acompañadas de su peculiar aroma, el azahar, envolviendo la ciudad con una fragancia exquisita.